# Deniz Sağdıç
 (janvier 2022).
Deniz Sağdıç (née en 1981 à Mersin, Turquie) est une artiste turque.

## Biographie

### Formation
Elle a commencé sa formation artistique à la Faculté des Beaux-Arts de l'Université de Mersin (en) en 1999. Elle a pris part à divers projets dès sa vie d'étudiante. Elle est diplômée en 2003 puis s'installe à Istanbul.

### Carrière
La jeune artiste a participé à de nombreux projets internationaux et nationaux.
Elle recourt au surcyclage (upcycling) et réalise des portraits de personnes célèbres à l'aide de matériaux de récupération, notamment des jeans, du tissu ou des boutons.

## Expositions d'art

### Expositions personnelles
- « Dream And Real », Galerie Pinelo, Galerie Gama, Istanbul, 2011-2013[3]
- « Woman: Ownership », Renart Gallery, Iş Bank Art Gallery, Istanbul, Izmir, 2013-2014[4],[5]
- « The Soul », Galerie The Soul Çankaya, Atatürk Culture Arts And Convention Center, Mine Art Gallery, Güneş Sigorta Art Gallery à Ankara, Eskişehir, Bodrum, Istanbul 2014-2016[6],[7],[8]
- « Ready - ReMade », Vis Sanat, Istanbul, 2016[9],[10]
- « Denim ReMade » Denim-Days New York - New York 2018[11]
- « Denim ReMade » Denim-Days Amsterdam - Amsterdam 2018[12]
- « Someone », Association des architectes 1927, Ankara, 2018[13]
- « Denim ReMade » Première Vision Londres - Londres 2018[14]
- « Ready ReMade », Palais Çırağan, Istanbul, 2019[15]
- « Denim ReMade », Denim Premiere Vision Milano, Milan, 2019[16]
- « Denim ReMade », Festival du Denim de Hong Kong, Hong Kong, 2019
- « Fabric ReMade », Première Vision New York, New York, 2019

### Biennales
- Kyoto Art Quake 2015 Kyoto, 2015[17]
- 6e Biennale de Thessalonique Thessalonique, 2017[18]
- 6e Biennale de Çanakkale Çanakkale, 2018[19]

### Ateliers
- « L'art pour le dialogue de la société civile », UNESCO AIAP, Denizli, 2015
- « Birlikte / Ensemble », Uniq İstanbul, Istanbul, 2017
- « LEVI'S x Deniz Sağdıç », Cappadox, Cappadoce, 2018[20]
- « Denim ReMade », Denim-Days New York, New York, 2018
- « Denim ReMade », Denim-Days Amsterdam, Amsterdam, 2018
- « Denim ReMade », Première Vision Londres, Londres, 2018
- Festival du Denim de Hong Kong « Denim ReMade », Hong Kong, 2019
- « Fabric ReMade », Première Vision Paris, Paris, 2019
- « Denim ReMade », Denim Premiere Vision Milano, Milan, 2019

### Expositions collectives
- « Ask'a Randevu », Centre d'art de l'usine à gaz historique de la ville, İzmir, 2015
- « The Ribbon », Galerie d'Art Galatea, Istanbul, 2015
- « Kyoto Art Quake Biennale 2015 », Musée de Kyoto, Kyoto, 2015
- « Art For Civil Society Dialogue », Exposition-atelier de l'IAA, Istanbul, 2015
- « New York Art Expo 2015 », Galerie NK, New York, 2015
- « Art Wearable », Galerie Summart, Istanbul, 2015
- « States Of Material III », Galerie Armaggan, Istanbul, 2015
- « Moonlight I », Galerie NK, Washington, 2015
- « Under 40 Age, 40 Artısts », Adnan Saygun Culture Centre, Izmir, 2015
- « Day Dreams », Summart Gallery, Istanbul, 2016
- « Lovers », Galerie Uniq, Istanbul, 2016
- « Together », Galerie Turkmall, Istanbul, 2017
- « Yaşa(t)mak Aşktır », Orphelinat historique Ortaköy, Istanbul 2017
- « Women in the Corner », Kare Art Gallery, Istanbul, 2017
- « YTS Art », Lütfi Kirdar Cong. Centre, Istanbul, 2017
- « Identity: The Sheltered Place », Endless Art Taksim, Istanbul, 2017
- « X », Endless Art Taksim, Istanbul, 2018
- « Dualite », Galerie DDesign « Dualite », Istanbul, 2018
- « Artist to Artist », Galerie Büyükdere35, Istanbul, 2019
- « ArtWeek Akaretler », Galerie Merkur, Akaretler, Istanbul, 2019
- « A Selection from Hacı Sabancı Collection », Istanbul, 2019